# Jakob Julius Scharvogel
Jakob Julius Scharvogel (* 3. April 1854 in Mainz; † 30. Januar 1938 in München) war ein deutscher Keramiker.

## Leben
Jakob Julius Scharvogel wurde am 3. April 1854 im Haus Flachsmarktstraße 21 in Mainz geboren. Er besuchte dort die Handelsschule, die von seinem Vater geleitet wurde. Auf Initiative der Eltern ging er 1868 auf die Industrieschule in Zürich. Bereits nach einem Jahr kehrte Scharvogel zurück und ging nach Darmstadt, um dort auf der neu gegründeten Polytechnischen Schule ein viersemestriges Studium der Mathematik, Chemie und Physik zu absolvieren.
Während eines Besuchs der Weltausstellung Paris 1878 war er insbesondere von den Arbeiten japanischer Töpfer mit ihrer gebrannten Keramik fasziniert. Dieser Einfluss sollte sich in Scharvogels künstlerischem Schaffen später wiederfinden. Einige Zeit später zog er nach London. Nachdem er sich mit Keramikgegenständen im 1852 gegründeten South Kensington Museum (heute: Victoria & Albert Museum) beschäftigt hatte, begann er sich erstmals selbst künstlerisch zu betätigen.
Eine Verbindung der kaufmännischen Berufsausbildung mit seinem Interesse an Keramiken gelang Scharvogel, als er 1883 eine Anstellung als Fabrikingenieur und stellvertretender Direktor der Mosaikfabrik Villeroy & Boch in Mettlach annahm. Ab 1885 leitete der 31-Jährige die Vertriebszentrale des Unternehmens für Mitteldeutschland mit Sitz in Leipzig.
Im gleichen Jahr heiratete er die Mainzerin Sophie Vohsen, mit der er zwei Töchter bekam.
In seinen Jahren in Mettlach und Leipzig arbeitete sich der Künstler in die Herstellungsverfahren keramischer Materialien ein. Nach 15 Jahren bei Villeroy & Boch wollte Scharvogel sich künstlerisch weiterentwickeln und zog mit seiner Familie nach München. Im Sendlinger Oberfeld gründete Scharvogel die Münchner Kunsttöpferei, in der er mit der Zeit ein großes Sortiment – nach dem Vorbild japanischer Töpferkunst – herausbildete: Vasen, Leuchten, Lampen und Krüge gehörten dazu sowie ein wenig figürliche Keramik. Es ergaben sich schnell Kontakte zu den 1898 gegründeten Vereinigten Werkstätten für Kunst im Handwerk. Einige der Künstler arbeiteten auch bei Scharvogel, so zum Beispiel Ludwig Habich, Walter Magnussen und Paul Haustein, mit dem zusammen er neuartige, mit kunstvollen Ornamenten verzierte Fliesenserien herstellte. Entscheidend ist die neue Technik, bei der Scharvogel mit Hilfe von Metalloxyden die farbenprächtig glasierte Töpferkunst schuf. Dieses Scharffeuer-Steinzeug verkaufte er unter der Bezeichnung „Scharvogel-Steinzeug“.
Deutschlandweite Ausstellungen brachten das Scharvogel-Steinzeug auch nach Darmstadt auf die Ausstellung der Darmstädter Künstlerkolonie im Jahr 1901. Dort waren seine Produkte und Fliesen in den von Joseph Maria Olbrich erbauten Villen „Haus Glückert“ und „Haus Habich“ sowie in Olbrichs eigenem Haus auf der Mathildenhöhe zu sehen. Scharvogels Mitarbeiter Haustein wurde 1902 in die Künstlerkolonie berufen, wo er bis zur zweiten Ausstellung 1904 Möbel und Ausstattungen der Ausstellungshäuser entwickelte, in denen sich vereinzelt auch Produkte aus Scharvogels Werkstätten wiederfanden.
Gleichzeitig plante Großherzog Ernst Ludwig, in Darmstadt eine keramische Manufaktur zu errichten. Da Scharvogel durch die Ausstellungen auf der Mathildenhöhe in Darmstadt einige Berühmtheit erlangt hatte, sollte der Wahlmünchner mit der Leitung der Großherzoglichen Keramischen Manufaktur betraut werden. Scharvogel legte im April 1904 ein Konzept vor, das drei Produktionsschwerpunkte vorsah: Gartenschmuck, Bauterrakotta und Innendekorationen. Zwei Jahre später nahm die Manufaktur in Darmstadt den Betrieb auf und baute vor allem den Bereich der Kachel- und Fliesenproduktion aus.
Für seine neue Stelle in Darmstadt gab Scharvogel 1905 sein Präsidentenamt der Münchner Vereinigung für angewandte Kunst auf, das er seit 1903 bekleidet hatte. Zum Abschied erhielt er den Verdienstorden vom Heiligen Michael IV. Klasse für seine Verdienste um das bayerische Kunstgewerbe. Im gleichen Jahr verkaufte der Künstler auch seine Münchner Manufaktur, um nach Darmstadt zu ziehen, wo die Großherzogliche Keramische Manufaktur im Ortsteil Bessungen, Noackstraße 7/9, errichtet wurde.
Der erste große Auftrag der neuen Manufaktur war die Ausstattung der Badekur-Anlage am Sprudelhof in Bad Nauheim mit Baukeramiken. Große Hoffnungen wurden in die Scharvogel-Keramik gesetzt, die gegen den Steinfraß resistent sein sollte. Die Manufaktur hatte inzwischen nicht nur glasiertes Steinzug für eine innenarchitektonische Gestaltung entwickelt, sondern außerdem robuste Steinzeugfliesen für die Fassadenverkleidung. Somit propagierte Scharvogel ab 1907 seine wetterfeste Keramik.
Scharvogel gehörte 1907 zu den Gründungsmitgliedern des Deutschen Werkbunds.
Der wirtschaftliche Erfolg der von Scharvogel geleiteten Manufaktur in Darmstadt blieb jedoch aus, obwohl seine Scharffeuerfliesen und Garten-Terrakotten bei der Hessischen Landesausstellung 1908 auf der Mathildenhöhe auf positive Resonanz gestoßen waren und die Badehäuser in Bad Nauheim schmuckvoll mit seinen farbigen Steinzeugfliesen ausgestattet worden waren. 1910/1911 gestaltete er das Treppenhaus des von Prinz Otto Heinrich zu Schaumburg-Lippe erworbenen ehemaligen Parkhotels an der Dieburger Straße in Darmstadt, des heutigen Georg-Christoph-Lichtenberg-Hauses. 1912 konnte Scharvogel den „Fürstenpavillon“ des von dem Darmstädter Architekten Friedrich Pützer erbauten Darmstädter Hauptbahnhofs mit Keramikfliesen ausgestalten.
Der wirtschaftliche Misserfolg trübte auch das Verhältnis zu Großherzog Ernst Ludwig, worauf Scharvogel im Jahr 1913 aus gesundheitlichen Gründen um Entlassung nachsuchte und nach München zurückkehrte.
Von 1915 bis 1925 hielt Scharvogel an der Technischen Hochschule München Vorträge über Baukeramik. Seit 1918 war er Mitglied im „Künstlerrat“ und bei der Organisation der „Deutschen Gewerbeschau“, die als Konkurrenzveranstaltung zur 1922 geplanten Pariser Weltausstellung rund 3,5 Millionen Besucher nach München lockte. Nicht zuletzt für dieses Engagement bis ins hohe Alter erhielt Scharvogel ab seinem 75. Geburtstag von der Stadt München eine Ehrenrente.
Jakob Julius Scharvogel starb am 30. Januar 1938 in München.